# Eljárási díj
Az eljárási díj egy olyan speciális díj, ami valamilyen közigazgatási eljárás ellenszolgáltatásának tekinthető. Az eljárási díj formailag illeték, ugyanakkor az árszabályozás alá eső monopolárakra is emlékeztet, hiszen a közhatalmi jellegű feladatok elvégzésére az államnak van monopóliuma. Az eljárási díjat az ellenszolgáltatástól függően illetékbélyeg vásárlásával vagy pénzbeli fizetéssel lehet rendezni. Az eljárási díjak összegét jogszabályok határozzák meg.